# پل جانسون (بازیکن فوتبال، زاده ۱۹۵۹)
پل جانسون (انگلیسی: Paul Johnson؛ زادهٔ ۲۵ مهٔ ۱۹۵۹) بازیکن فوتبال اهل بریتانیا است.
از باشگاه‌هایی که در آن بازی کرده‌است می‌توان به باشگاه فوتبال استوک سیتی، باشگاه فوتبال لیک تاون، باشگاه فوتبال شروزبری تاون، باشگاه فوتبال مکلسفیلد تاون، و باشگاه فوتبال یورک سیتی اشاره کرد.